# Shin Kanemaru
Shin Kanemaru (金丸 信, Kanemaru Shin) est un homme politique japonais né le 17 septembre 1914 à Imasuwa (désormais Minami-Alps) dans la préfecture de Yamanashi et mort le 28 mars 1996 à Yokohama dans la préfecture de Kanagawa. Il fut vice-Premier ministre du Japon.